# Làm đi hơn ngồi mà than
Làm đi hơn ngồi mà than là một bài thơ của tác gia Phan Khôi, đăng lần đầu trên báo Phụ nữ tân văn, Sài Gòn số ra ngày 30 tháng 5 năm 1929. Có thể xem bài thơ này là một bài diễn ca cổ động chủ trương của tòa soạn Phụ nữ tân văn: vận động nhiều người mua báo, sau đó trích tiền lời lập ra một học bổng rồi chọn ra học sinh gửi đi du học ở châu Âu.

## Nội dung
Bài thơ nói về nỗi buồn đất nước tang thương, nhân tình tráo trở, bên cạnh đó khích lệ tinh thần đứng dậy làm vì buồn than chẳng có ích gì. Thay vào đó, hãy mua báo Phụ nữ tân văn, lấy tiền lời làm học bổng gửi nhân tài đi du học để làm việc lớn.